# Khutelchalcis
Khutelchalcis is een geslacht van vliesvleugeligen uit de familie Khutelchalcididae. De wetenschappelijke naam van dit geslacht is voor het eerst geldig gepubliceerd in 2004 door Rasnitsyn, Basibuyuk & Quicke.

## Soorten
Het geslacht Khutelchalcis is monotypisch en omvat slechts de volgende soort:
- Khutelchalcis gobiensis Rasnitsyn, Basibuyuk & Quicke, 2004